# Хвороба вейперів
EVALI (від E-cigarette or Vaping product use-Associated Lung Injury — ушкодження легень, пов'язане з використанням вейп-продуктів) — неінфекційне респіраторне захворювання, вперше масово зафіксоване у США в 2019 році.  
Всупереч поширеній у ЗМІ назві «хвороба вейперів», дослідження CDC і FDA показали, що EVALI **не пов’язане з нікотиновими рідинами для класичного вейпінгу**. Переважна більшість випадків була спричинена використанням нелегальних картриджів із ТГК (психоактивний компонент канабісу), які містили ацетат вітаміну E.  

## Причини
Під час розслідувань у 2019—2020 роках у зразках рідини з легенів пацієнтів із EVALI виявили ацетат вітаміну E — маслянисту речовину, яку підпільні виробники додавали у картриджі з ТГК для збільшення об’єму та в’язкості продукту.  
За даними CDC:
- Ацетат вітаміну E було виявлено у 48 із 51 зразка рідини з легенів хворих.
- У жодному випадку його не знайшли у людей, які не мали EVALI.
- Більшість постраждалих придбали картриджі з ТГК у неофіційних джерел — «з рук», через інтернет або на «чорному ринку».
- Нікотинові рідини, що використовуються у класичному вейпінгу, не містили ацетату вітаміну E та не були причиною спалаху.

Таким чином, причиною EVALI були саме нелегальні ТГК-продукти сумнівного походження, а не звичайні рідини на основі гліцерину та пропіленгліколю з нікотином.

## Симптоми
Клінічна картина EVALI подібна до ліпоїдної пневмонії або хімічного пневмоніту і включає:
- кашель;
- біль у грудях;
- задишку;
- нудоту та блювання;
- діарею;
- загальні симптоми інтоксикації — підвищення температури, втому, слабкість.

## Лікування
Станом на 2020 рік єдиного затвердженого протоколу лікування EVALI не існувало. Найбільшу ефективність показували системні кортикостероїди. У легких випадках можливе природне одужання після припинення використання ТГК-картриджів, що містили токсичні домішки.

## Історія
Перший задокументований випадок, який нині класифікують як EVALI, відноситься до 2012 року. Масовий спалах розпочався у США навесні 2019 року та досяг піку восени того ж року. Було зареєстровано понад 2 500 випадків госпіталізації та 68 смертей.  
Після оприлюднення даних про небезпеку ацетату вітаміну E та вилучення його з нелегальних ТГК-продуктів кількість нових випадків різко скоротилася. До березня 2020 року CDC припинив регулярне оновлення статистики через відсутність нових спалахів.

## Вплив на громадську думку
Масова медійна кампанія, що розгорнулася в період спалаху, часто подавала EVALI як загальну небезпеку вейпінгу, не розрізняючи класичні нікотинові рідини та нелегальні ТГК-продукти. Це призвело до репутаційних втрат для індустрії вейпінгу, хоча наукові дані підтверджують відсутність зв’язку EVALI з використанням нікотинових рідин офіційного виробництва.

## Галерея

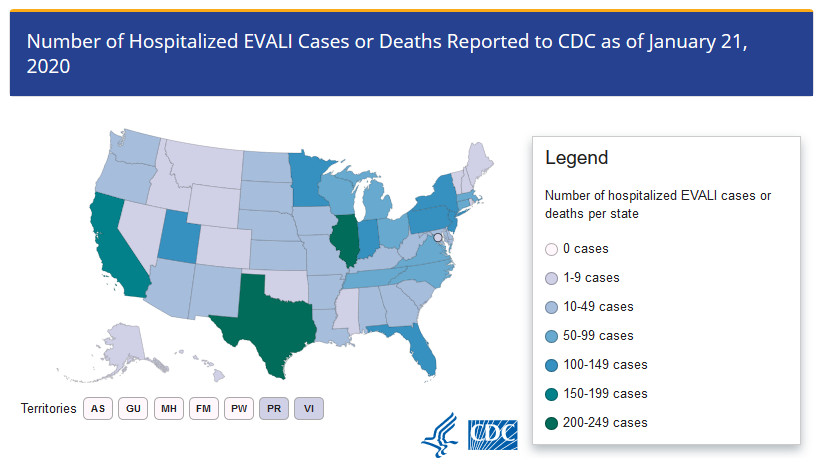
Карта числа госпіталізацій чи смертей від EVALI у різних штатах США під час спалаху 2019—2020 років

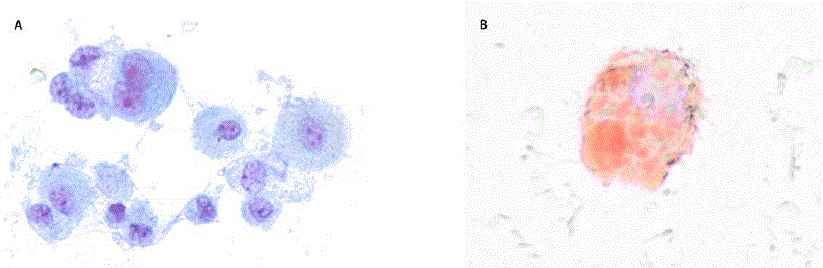
Мікроскопія зразка бронхоальвеолярного лаважу хворого на EVALI, 2019 рік